# Solarium Augusti
Solarium Augusti (imenovan tudi Horologium Augusti) je bil antični rimski spomenik na Campus Martius, zgrajen v času Avgustovega vladanja. Deloval je kot velikanski sončni znak, v skladu z različnimi interpretacijami tudi bodisi kot preprosta linija poldnevnika  bodisi kot sončna ura .

## Zgodovina
Postavil ga je cesar Avgust z 30-metrskim obeliskom iz egipčanskega rdečega granita, ki ga je prinesel iz Heliopolisa v starem Egiptu. Obelisk je bil uporabljen kot gnomon (kazalec), ki je svojo senco vrgel na marmorni pločnik, vdelan s pozlačeno bronasto mrežo linij, s katerim je bilo mogoče odčitati čas dneva glede na letni čas. Solarium je bil posvečen Soncu v letu 10 pr. n. št., 35 let po koledarski reformi Julija Cezarja. To je bila prva solarna posvetitev v Rimu. 

### Marsovo polje
Solarium Augusti je bil integriran z Ara Pacis na Marsovem polju, poravnan z Via Flaminia, tako da je senca gnomona 23. septembra padla čez središče marmornega oltarja, rojstni dan Avgusta. Sam obelisk je bil ustanovljen za spomin na Avgustovo podreditev Egipta pod nadzor rimskega imperija. Oba spomenika sta bila načrtovana skupaj, glede na že obstoječi Avgustov mavzolej, da bi dokazal, da je bil Avgust 'rojen, da bi prinesel mir', ta mir je bila njegova usoda. V skladu s Cambridge Ancient History »kolektivno sporočilo dramatično povezuje mir z vojaško oblastjo in imperialno ekspanzijo«. 
Plinij starejši  je pripomnil, da je sčasoma postal napačen in ponudil več razlag za premik. Obelisk je bil ponazorjen, podprt z ležečo figuro, na podlagi stebra Antonina Pija.
Obelisk gnomon je bil še v 8. stoletju, vendar je padel in bil zlomljen, nato prekrit s sedimentom; ponovno je bil odkrit leta 1512, vendar ni bil izkopan. V zmagoslavni rededikaciji je  'Montecitorio obelisk' papež Pij VI. ponovno postavil na Piazzi di Montecitorio leta 1789. 

## Arheologija
Edmund Buchner je izkopal nekaj delov kalibriranega marmornega pločnika Solarijum Augusti pod blokom hiš med Piazza del Parlamento in Piazzo San Lorenzo v Lucini. Nedavne študije so spodbudile Buchnerjevo rekonstrukcijo solarija kot polno sončno uro, pri čemer je trdil, da arheološki in tekstovni dokazi kažejo na preprost poldnevnik, ki označuje spreminjajočo se pozicijo sonca med letom.